# Pyrgocyphosoma serianum
Pyrgocyphosoma serianum är en mångfotingart som först beskrevs av Karl Wilhelm Verhoeff 1937.  Pyrgocyphosoma serianum ingår i släktet Pyrgocyphosoma och familjen knöldubbelfotingar. Inga underarter finns listade i Catalogue of Life.